# Иркутское театральное училище
Ирку́тское театра́льное учи́лище — среднее профессиональное учебное заведение в Иркутске, готовящее специалистов по специальностям Актёрское искусство и Искусство балета. Единственное среднее учебное заведение театрального профиля на территории Сибири и Дальнего Востока.
Было открыто 1 сентября 1962 года на основе актерской студии Иркутского театра, где П. Г. Маляревский в 1958—1961 годах преподавал драматургию и руководил основанной при театре государственной студией актеров из которой в 1962 году и было образовано Иркутское театральное училище.
Иркутское театральное училище закончили известные актёры российского театра и кино: Валерий Алексеев, Виталий Зикора, Юрий Степанов, Александр Бухаров, Алексей Исаченко, Владимир Капустин, Иван Вырыпаев, Эдуард Чекмазов, Кристина Бабушкина, Дмитрий Акимов, Анастасия Альмухаметова и многие другие.
11 выпускников училища удостоены звания народный артист Российской Федерации, 1 выпускник — звания народный артист Украины.